# Lac Techirghiol
Le lac Techirghiol est un liman roumain adjacent à la Mer Noire, situé près de la ville du même nom et au bord duquel on retrouve la station balnéaire Eforie. Le lac est connu pour les vertus thérapeutiques de son eau saumâtre et ses fonds sapropéliques.

## Étymologie
Le nom du lac vient du turc Tekirgöl, qui signifie « lac de Tekir ». Ce nom signifie également (en turc) « lac tigré » (tekir - tigré, et göl - lac). En raison de la salinité du lac, quand le vent souffle, des bandes de sel blanches se forment sur la surface du lac.

## La Légende de Tekir

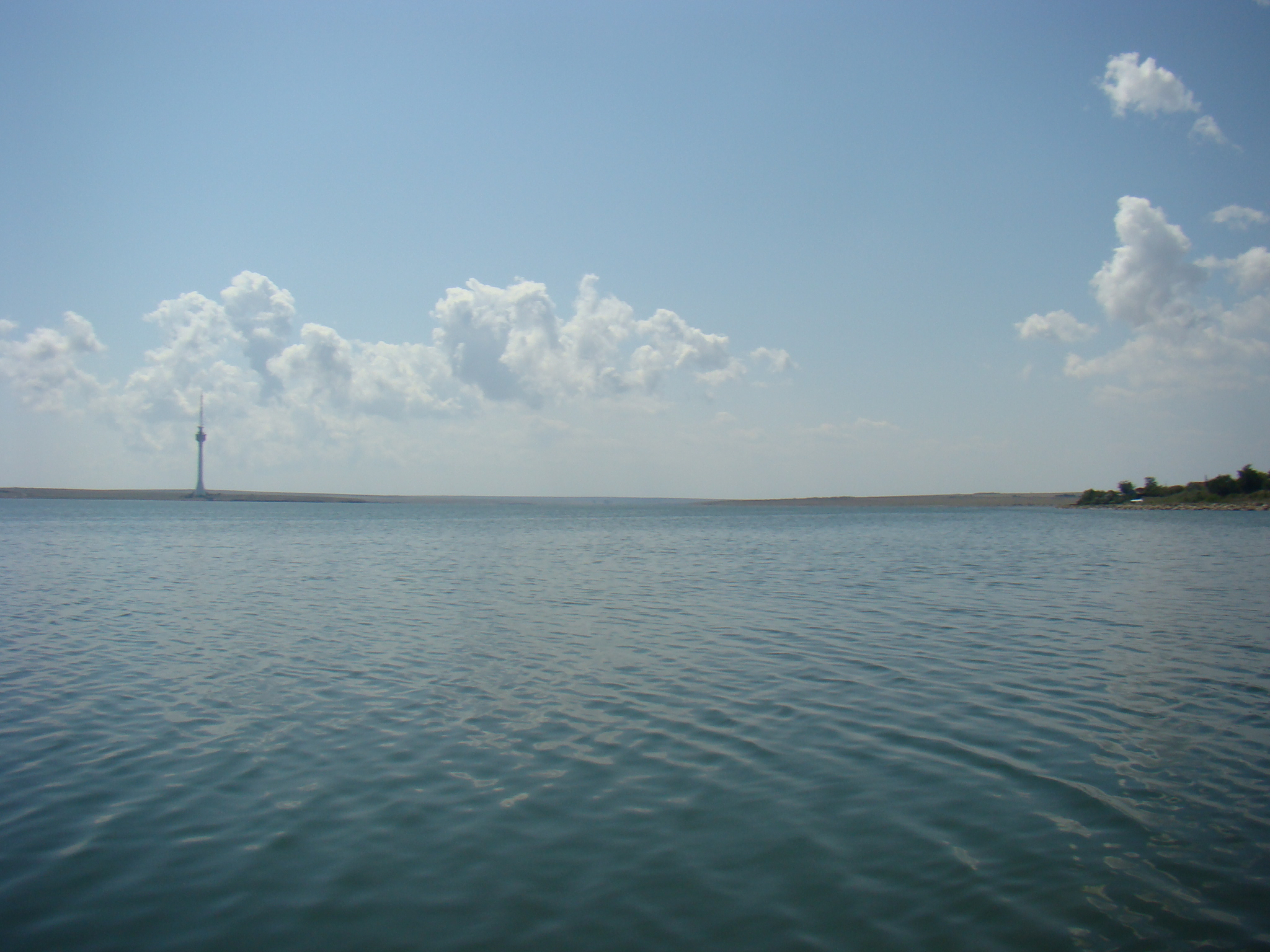
Le lac Techirghiol ridé par le vent.

Selon la légende, il y a fort longtemps, un vieil homme estropié et aveugle nommé Tekir, monté sur son âne, atteint par erreur les rivages du lac. Le vieil homme essaie pendant des heures de s'extiper des boues malodorantes, mais son âne têtu ne veut pas bouger d'un pouce, comme si une force mystérieuse l'empêchait de quitter le lac. Au bout d'un temps certain, à ses stupeur et grande joie, le vieil homme réalise en s'échappant du lac que ses yeux perçoivent à nouveau la lumière et que ses jambes qui avaient cessé de fonctionner il y a très longtemps se mettaient désormais à lui obéir. Quant à son respectueux âne, ses mauvaises blessures sur son dos avaient guéri et son corps se sentait plus jeune que jamais. 
Quand ils firent part de leur découverte, de nombreuses personnes se précipitèrent sur les bords du lac, se baignant et s'étalant de la boue sur tout le corps afin de guérir également.
Tekir et son âne sont représentés par des statues érigées au centre de la ville de Techirghiol.

## Faune

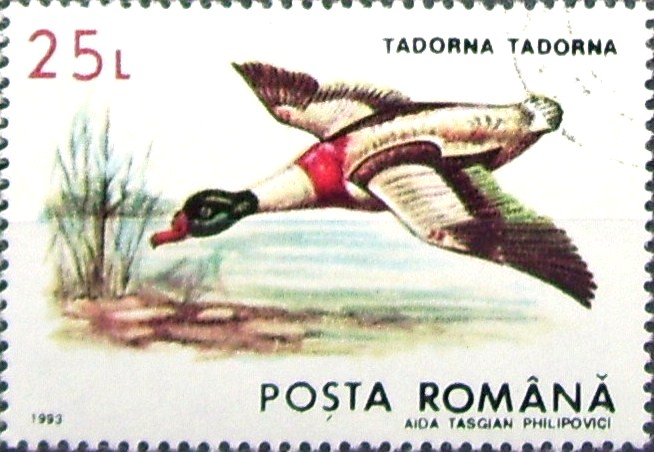
Timbre de la poste roumaine.

- Artemia salina  est un crustacé primitif (5-10 mm) appartenant à la classe des Branchiopodes, qui vit dans les eaux à forte salinité. Les corps des Artemia par décomposition bactérienne des cladophores forment la boue d'algues.
- Érismature à tête blanche (Oxyura leucocephala), une espèce rare en danger.
- Tadorne (Tadorna tadorna), rare en Roumanie
- Mouette mélanocéphale à tête noire (Larus melanocephalus)
- Vanneau huppé (Vanellus vanellus)
- Échasse blanche (Himantopus himantopus)
- Grand Cormoran (Phalacrocorax carbo)
- Combattant varié (Philomachus pugnax)
- Tarier des prés (Saxicola rubetra)
- Héron cendré (Ardea cinerea)
- Faucon de Dobrogée (Falco cherrug)
- Balbuzard pêcheur(Pandion haliaetus)
- Circaète (Circaetus gallicus)
- Grèbe jougris (Podiceps grisegena)
- Chevalier aboyeur (Tringa nebularia)